# Atrichum flavisetum
Atrichum flavisetum är en bladmossart som beskrevs av Mitten 1859. Atrichum flavisetum ingår i släktet sågmossor, och familjen Polytrichaceae. Inga underarter finns listade i Catalogue of Life.